# Эднивед ап Анун
Эднивед (валл. Ednyfed; 373—410) — король Демета (400—410).

## Биография
Эднивед — сын Ануна Деметского. Эднивед стал правителем Демета в 400 году после смерти отца. При нем последние римские легионы покинули Британию. Эднивед умер в 410 году. Ему наследовал Клотри сын Глоитгвина, а Дивнуал стал королём Гвента. Возможно Тудвал, правитель Галвидела, тоже был сыном Эдниведа.